# King of Croon
King of Croon er det andet studiealbum af den danske musiker Lars Muhl, udgivet i 1988 på Fox Records. 
En del af albummet blev til i samarbejde med Kasper Winding, som producerede, arrangerede og medvirkede på seks af albummets ti sange. Den øvrige produktion blev varetaget af Lars Muhl, Troels Møller (ex-Warm Guns) og Michael Bruun (ex-Tøsedrengene). CD-udgaven af albummet indeholder en genindspilning af sangen "Golden Dreams", der oprindeligt blev indspillet af Lars Muhls gruppe Warm Guns på albummet Italiano Moderno fra 1981.

## Spor
Alle sange skrevet og komponeret af Lars Muhl, undtagen hvor noteret. 
| #   | Titel                           | Tekst                 | Længde |
| --- | ------------------------------- | --------------------- | ------ |
| 1.  | "Let's Fall in Love"            |                       | 3:50   |
| 2.  | "Hammersmith Odeon"             |                       | 5:20   |
| 3.  | "King of Croon"                 |                       | 3:25   |
| 4.  | "69"                            |                       | 4:23   |
| 5.  | "Lovin' Cup"                    |                       | 4:18   |
| 6.  | "Hearts of Victory"             |                       | 4:26   |
| 7.  | "Love Don't Come Easy"          |                       | 3:55   |
| 8.  | "If I Want Somebody"            | Muhl, Brian Patterson | 4:00   |
| 9.  | "Can't Stop Thinkin' 'Bout You" |                       | 3:40   |
| 10. | "Angel Come Go With Me"         |                       | 5:10   |

| 11. | "Golden Dreams" | 3:52 |

Note
- "Golden Dreams" er krediteret til Lars Muhl og Lars Hybel på originalindspilningen med Warm Guns.

## Medvirkende
| Let's Fall In Love - Lars Muhl – vokal, keyboards, arrangement - Kasper Winding – trommer, bas, guitar, arrangement, producer - Jens Runge – guitar - Bob Ricketts – saxofon - Niels Hoppe – saxofon - Jens Haack – baryton saxofon - Jesper Nehammer – baryton saxofon - Carole Fredericks – kor - Joniece Jamison – kor - Yvonne Jones – kor - André P. – teknik - Henrik Lund – teknik - Indspillet i Grand Armée, Paris & Easy Sound, København Hammersmith Odeon - Lars Muhl – vokal, arrangement - Kasper Winding – keyboards, trommer, kor, arrangement, producer - Kenneth Knudsen – keyboards - Jens Runge – guitar - Christian Dietl – bas - Palle Mikkelborg – trompet - Carole Fredericks – kor - Joniece Jamison – kor - Yvonne Jones – kor - Henrik Lund – teknik - André P. – teknik - Indspillet i Easy Sound, København & Grand Armée, Paris King of Croon - Lars Muhl – vokal, keyboards, arrangement - Kasper Winding – trommer, keyboards, guitar, kor, arrangement, producer - Aske Jacoby – guitar - Christian Dietl – bas - Henrik Lund – teknik - Indspillet i Easy Sound, København 69 - Lars Muhl – vokal - Kasper Winding – alle instrumenter, arrangement, producer - Henrik Lund – teknik - Morten Henningsen – teknik - Indspillet i Easy Sound, København Lovin' Cup - Lars Muhl – vokal - Niels Hoppe – saxofon, blæserarrangement - Knud Erik Nørgaard – trompet - Kasper Winding – alle andre instrumenter, arrangement, producer - Carole Fredericks – kor - Joniece Jamison – kor - Yvonne Jones – kor - Morten Henningsen – teknik - André P. – teknik - Indspillet i Easy Sound, København & Grand Armée, Paris | Hearts of Victory - Lars Muhl – vokal, keyboards, arrangement, producer - Troels Møller – Atari, arrangement - Jan Sander – guitar - Peter Seebach – percussion, kor - Pia Ahlers – kor - Tom R. Andersen – teknik - Jørgen Knub – mix (Werner Studio, København) - Indspillet i Feedback, Aarhus Love Don't Come Easy - Lars Muhl – vokal, keyboards - Troels Møller – Atari, percussion, arrangement, producer, mix - Jens Runge – guitar - Jørgen Knub – teknik, mix - Indspillet i Werner Studio, København If I Want Somebody - Lars Muhl – vokal, arrangement, blæserarrangement, producer - Jan Sander – guitar - Tom Bilde – bas - Troels Møller – trommer - Niels Hoppe – saxofon, blæserarrangement - Bo Johansen – trombone - Knud Erik Nørgaard – trompet, piccolo trompet - Peter Seebach – percussion, kor - Charlotte Hansen – kor - Tom R. Andersen – teknik - Indspillet i Feedback, Aarhus Can't Stop Thinkin' 'Bout You - Lars Muhl – vokal - Klaus Menzer – trommer - Kasper Winding – alle instrumenter, arrangement, producer - Morten Henningsen – teknik - Indspillet i Easy Sound, København Angel Come Go With Me - Lars Muhl – vokal, keyboards - Michael Bruun – guitar, bas, keyboards, arrangement, producer - Caroline Henderson – kor - Maria Bramsen – kor - Jørgen Knub – teknik - Indspillet i Werner Studio, København Golden Dreams - Lars Muhl – vokal - Jens Haack – saxofon - Kasper Winding – alle andre instrumenter, arrangement, producer - Carole Fredericks – kor - Joniece Jamison – kor - Yvonne Jones – kor - André P. – teknik - Henrik Lund – teknik - Indspillet i Grand Armée, Paris & Easy Sound, København |

## Cover
- Still Corp. Valle - albumcover
- Jan Jul - foto